# Mike Michaud

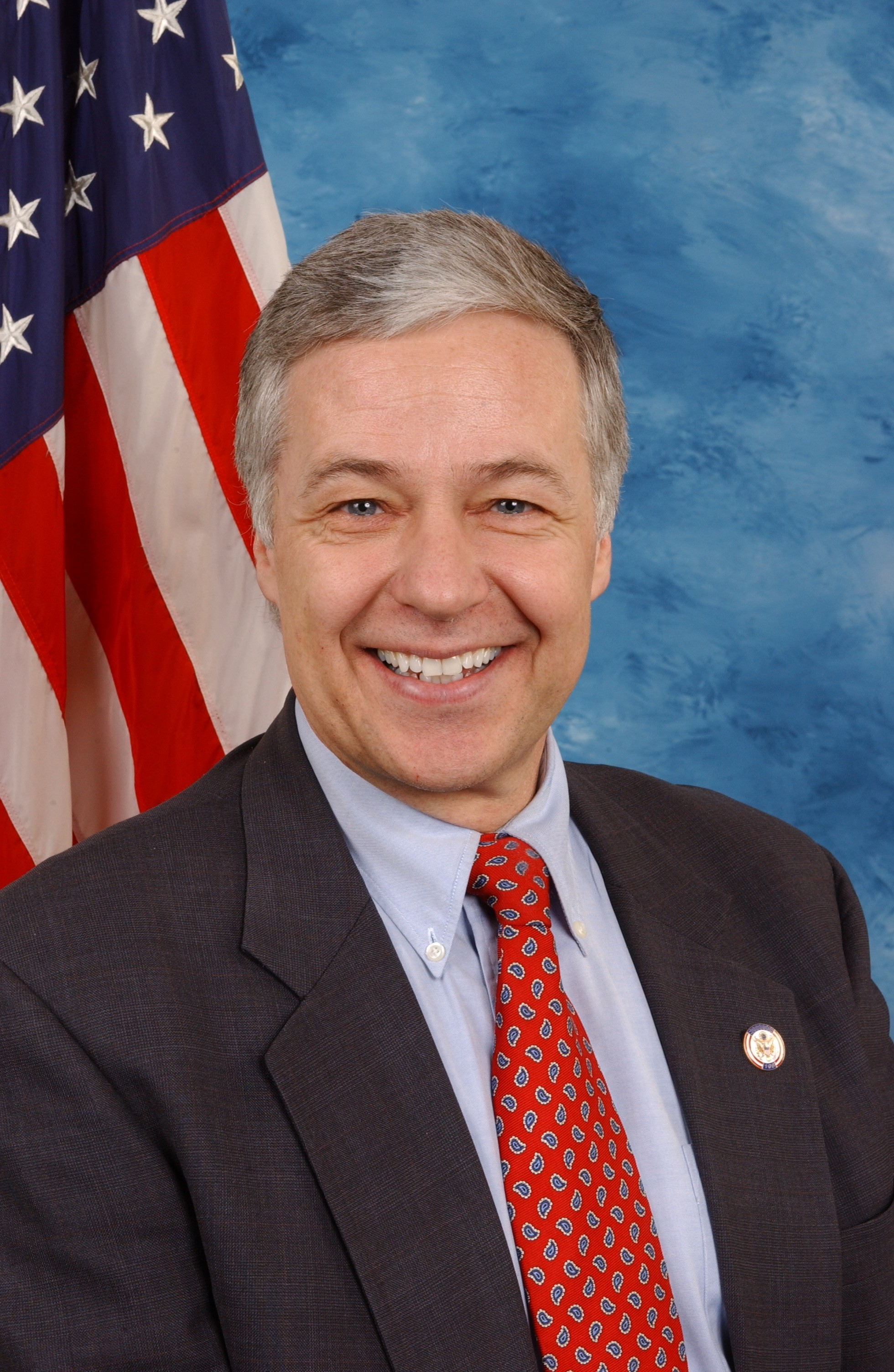
Mike Michaud

Michael Herman "Mike" Michaud, född 18 januari 1955 i Millinocket, Maine, är en amerikansk demokratisk politiker. Han representerar delstaten Maines andra distrikt i USA:s representanthus sedan 2003–2015.
Michaud gick i skola i Schenck High School i East Millinocket. Han var sedan pappersindustriarbetare i Maine.
Kongressledamot John Baldacci kandiderade i guvernörsvalet i Maine 2002 och vann valet. Michaud besegrade republikanen Kevin Raye i kongressvalet och efterträdde Baldacci i representanthuset i januari 2003.
Michaud är ogift. Han är abortmotståndare.